# Lawton (Michigan)
Lawton – wieś w Stanach Zjednoczonych, w stanie Michigan, w hrabstwie Van Buren.